# 松浜心
まつはま しん（1979年2月18日 - ）は、日本のお笑い芸人、広島ローカルタレント、ラジオパーソナリティ。
広島県東広島市黒瀬町出身。NSC広島校1期生。広島よしもと所属。よしもと広島県住みます芸人。2018年11月-12月、宮城のうまいをシェアし隊。

## 概要
身長172cm、体重70kg、血液型：AB型。特技：フォークリフトの運転。
広島県立黒瀬高等学校のサッカー部で塩谷正蔵と出会い、後にお笑いコンビ『フリータイム』を結成、NSC広島校1期生となる。
お笑いコンビ『フリータイム』として2002年から2017年3月31日まで活動、相方・塩谷正蔵の芸人引退によりお笑いコンビ『フリータイム』は解散。2017年4月からはピン芸人として活動している。
お笑いコンビ『フリータイム』時代に2011年5月から広島県住みます芸人を務めていたことから、ピン芸人となってからも引き継いで広島県住みます芸人を務めている。
ひろしま通認定試験（第7回2012年度、第11回2016年度）に合格。
2017年9月16日、M-1グランプリ2017 1回戦 広島会場（YMCA国際文化ホール）のMCを務めた。以後、広島予選のMCを毎回担当。
2019年5月1日より「松浜心」から、ひらがな表記「まつはましん」に改名。

## 現在の出演

### テレビ
- ゲーム直前カープタイムズ（2017年、ちゅピCOM）
- スナックコットン（2025年、広島ホームテレビ）

### ラジオ
- 広島すまいるパフェ（2017年、FMちゅーピー） 楽屋トーク水曜日

### 舞台
- 広島よしもとブチLIVE
- よしもとにぎわい劇場

### CM
- 東広島市の天然温泉ホットカモ（2018年6月 - ）

## 過去の出演
お笑いコンビ『フリータイム』時代の出演は「フリータイム (お笑いコンビ)#過去の出演」の項を参照。

### テレビ
- ひろしま覆麺調査団（#1 2017年6月2日 / #2 2017年6月9日、広島ホームテレビ）
- テレビ派（2017年、広島テレビ放送）コーナー「マネー相談室」
- 恋とか愛とか（仮）（広島ホームテレビ）
  - 舞台直前SP「肉食な女」（2018年1月25日・2月1日）翔太(29) 役
  - 舞台直前SP「ハシゴする女」（2019年1月24日・31日）アクション俳優 黒川(28) 役
  - コンプラな男（2019年9月5日・12日）中島(32) 役
- ぽるぽるLIVE『ひろしま地下LIVE ぶちアゲ↑7↓ダウン』（2018年4月 - 2019年3月）毎週水曜MC

### 舞台
- 舞台 恋とか愛とか（仮）2 広島公演（2018年2月10日・11日・12日、会場：広島 アステールプラザ 多目的スタジオ）
- 舞台 恋とか愛とか（仮）3 広島公演（2019年2月8日 - 11日、会場：広島YMCA国際文化ホール）
- 広島ホームテレビ開局50周年記念 舞台 恋とか愛とか（仮）4 広島公演（2019年6日 - 2月9日、会場：広島YMCA国際文化ホール）

### インターネット
- 住みまシュフラン #1 広島編 （2017年9月14日、KawaiianTV）
- 広島ホームテレビ「ぽるぽるスタヂオ 5時だよ、シャレオ集合」（2017年 - 2018年3月18日、インターネット配信、 毎週金曜）

### イベント
- 広島市主催「消費者のひろば」（2017年5月27日、シャレオ中央広場）
- 広島大学ゆかた祭り（2017年7月9日、広島大学東広島キャンパス）[8]
- NON STYLE 石田明、松浜心トークライブ 「解禁～あんなことや、こんなこと～」（2017年8月19日）
- KUMA－１グランプリ（2017年8月、熊野町公民館） MC
- お笑い寺子屋 漫才ワークショップ（2017年8月、三次市三次町 専法寺） 講師
- 松浜心 講演会「笑う門には福来る」（北広島町）

## 連載
- 子育て連載・フリータイム松浜の「無名芸人娘あり」（2011年11月4日〜2012年3月23日 隔週金曜、朝日新聞 広島版）